# Oscaruddelingen 2001
Oscaruddelingen 2001 var den 73. oscaruddeling, hvor de bedste film fra 2000 blev hædret af Academy of Motion Picture Arts and Sciences. Uddelingen blev afholdt 25. marts 2001 i Shrine Auditorium i Los Angeles, Californien, USA. Værten var Steve Martin.

## Vindere og nominerede
Vindere står øverst, er skrevet i fed.
| Bedste film - Gladiator – Douglas Wick, David Franzoni, og Branko Lustig, producere - Chocolat – David Brown, Kit Golden og Leslie Holleran, producere - Tiger på spring, drage i skjul – Bill Kong, Hsu Li-kong og Ang Lee, producere - Erin Brockovich – Danny DeVito, Michael Shamberg og Stacey Sher, producere - Traffic – Marshall Herskovitz, Edward Zwick og Laura Bickford, producere | Bedste instruktør - Steven Soderbergh – Traffic - Stephen Daldry – Billy Elliot - Ang Lee – Tiger på spring, drage i skjul - Steven Soderbergh – Erin Brockovich - Ridley Scott – Gladiator |
| Bedste mandlige hovedrolle - Russell Crowe – Gladiator som General Maximus Decimus Meridius - Javier Bardem – Before Night Falls som Reinaldo Arenas - Tom Hanks – Cast Away as Chuck Noland - Ed Harris – Pollock as Jackson Pollock - Geoffrey Rush – Quills som Marquis de Sade | Bedste kvindelige hovedrolle - Julia Roberts – Erin Brockovich som Erin Brockovich - Joan Allen – The Contender som Laine Hanson - Juliette Binoche – Chocolat som Vianne Rocher - Ellen Burstyn – Requiem for a Dream som Sara Goldfarb - Laura Linney – You Can Count On Me som Sammy Prescott |
| Bedste mandlige birolle - Benicio del Toro – Traffic som Javier Rodriguez - Jeff Bridges – The Contender som President Jackson Evans - Willem Dafoe – Shadow of the Vampire som Max Schreck - Albert Finney – Erin Brockovich som Edward L. Masry - Joaquin Phoenix – Gladiator som Commodus | Bedste kvindelige birolle - Marcia Gay Harden – Pollock som Lee Krasner - Judi Dench – Chocolat som Armande Voizin - Kate Hudson – Almost Famous som Penny Lane - Frances McDormand – Almost Famous som Elaine Miller - Julie Walters – Billy Elliot som Miss Wilkinson |
| Bedste originale manuskript - Almost Famous – Cameron Crowe - Billy Elliot – Lee Hall - Erin Brockovich – Susannah Grant - Gladiator – David Franzoni, John Logan og William Nicholson - You Can Count On Me – Kenneth Lonergan | Bedste manuskript baseret på materiale, der tidligere er produceret eller udgivet - Traffic – Stephen Gaghan baseret på den britiske tv-serie Traffik skabt af Simon Moore - Chocolat – Robert Nelson Jacobs baseret på romanen af Joanne Harris - Tiger på spring, drage i skjul – James Schamus, Hui-Ling Wang og Kuo Jung Tsai based on bogen af Wang Dulu - O Brother, Where Art Thou? – Joel Coen og Ethan Coen baseret ¨på Odysseen af Homer - Wonder Boys – Steve Kloves baseret på romanen af Michael Chabon |
| Bedste fremmedsprogede film - Tiger på spring, drage i skjul (Taiwan) – Ang Lee - Love Is a Bitch (Mexico) – Alejandro González Iñárritu - Musíme si pomáhat (Tjekkiet) – Jan Hřebejk - Iedereen beroemd! (Belgien) – Dominique Deruddere - De andres smag (Frankrig) – Agnès Jaoui | Bedste dokumentar - Into the Arms of Strangers: Stories of the Kindertransport – Mark Jonathan Harris og Deborah Oppenheimer - Legacy – Tod Lending - Long Night's Journey into Day – Frances Reid og Deborah Hoffmann - Scottsboro: An American Tragedy – Barak Goodman og Daniel Anker - Sound and Fury – Josh Aronson og Roger Weisberg |
| Bedste korte dokumentar - Big Mama – Tracy Seretean - Curtain Call – Chuck Braverman og Steve Kalafer - Delfiner – Greg MacGillivray og Alec Lorimore - The Man on Lincoln's Nose – Daniel Raim - On Tiptoe: Gentle Steps to Freedom – Eric Simonson and Leelai Demoz | Bedste kortfilm - Quiero ser (I want to be...) – Florian Gallenberger - By Courier – Peter Riegert og Ericka Frederick - One Day Crossing – Joan Stein og Christina Lazaridi - Seraglio – Gail Lerner og Colin Campbell - Uma História de Futebol – Paulo Machline |
| Bedste korte animationsfilm - Father and Daughter – Michaël Dudok de Wit - The Periwig-Maker – Steffen Schäffler og Annette Schäffler - Rejected – Don Hertzfeldt | Bedste musik - Tiger på spring, drage i skjul – Tan Dun - Chocolat – Rachel Portman - Gladiator – Hans Zimmer - Malèna – Ennio Morricone - The Patriot – John Williams |
| Bedste sang - "Things Have Changed" fra Wonder Boys – Musik og tekst af Bob Dylan - "A Fool In Love" fra Meet the Parents – Musik og tekst af Randy Newman - "I've Seen It All" fra Dancer in the Dark – Musik af Björk; Tekst af Lars von Trier og Sjón Sigurðsson - "A Love Before Time" fra Tiger på spring, drage i skjul – Musik af Jorge Calandrelli og Tan Dun; Tekst af James Schamus - "My Funny Friend and Me" fra Kejserens nye flip – Musik af Sting og David Hartley; Tekst af Sting | Bedste lydredigering - U-571 – Jon Johnson - Space Cowboys – Alan Robert Murray og Bub Asman |
| Bedste lyd - Gladiator – Scott Millan, Bob Beemer og Ken Weston - Cast Away – Randy Thom, Tom Johnson, Dennis Sands og William B. Kaplan - The Patriot – Kevin O'Connell, Greg P. Russell og Lee Orloff - The Perfect Storm – John Reitz, Gregg Rudloff, David E. Campbell og Keith A. Wester - U-571 – Steve Maslow, Gregg Landaker, Rick Kline og Ivan Sharrock | Bedste scenografi - Tiger på spring, drage i skjul – Timmy Yip - Gladiator – Arthur Max og Crispian Sallis - Grinchen - Julen er stjålet – Michael Corenblith og Merideth Boswell - Quills – Martin Childs og Jill Quertier - Vatel – Jean Rabasse og Françoise Benoît-Fresco |
| Bedste fotografering - Tiger på spring, drage i skjul – Peter Pau - Gladiator – John Mathieson - Malèna – Lajos Koltai - O Brother, Where Art Thou? – Roger Deakins - The Patriot – Caleb Deschanel | Bedste makeup - Grinchen - Julen er stjålet – Rick Baker og Gail Rowell-Ryan - The Cell – Michèle Burke og Edouard Henriques - Shadow of the Vampire – Ann Buchanan og Amber Sibley |
| Bedste kostumer - Gladiator – Janty Yates - 102 dalmatinere – Anthony Powell - Tiger på spring, drage i skjul – Timmy Yip - Grinchen - Julen er stjålet – Rita Ryack - Quills – Jacqueline West | Bedste klipning - Traffic – Stephen Mirrione - Almost Famous – Joe Hutshing and Saar Klein - Tiger på spring, drage i skjul – Tim Squyres - Gladiator – Pietro Scalia - Wonder Boys – Dede Allen |
| Bedste visuelle effekter - Gladiator – John Nelson, Neil Corbould, Tim Burke og Rob Harvey - Hollow Man – Scott E. Anderson, Craig Hayes, Scott Stokdyk og Stan Parks - The Perfect Storm – Stefen Fangmeier, Habib Zargarpour, John Frazier og Walt Conti | |

### Æres-Oscar
- Jack Cardiff
- Ernest Lehman

### Irving G. Thalberg Memorial Award
- Dino De Laurentiis